# Бобрик Перший
Бо́брик Перший (стара назва — Великий Бобрик) — село Любашівської селищної громади Подільського району Одеської області України. Знаходиться на північному (лівому) березі річки Кодима. Через села проходить автодорога Р75, що сполучає їх з м. Балта та Кривим Озером і Первомайськом Миколаївської області. Колись ця дорога називалась Чорний (Шпаковський) шлях.
Відстань до центру громади Любашівка — 15 км, до залізничної станції Заплази — 9 км, до сел. Криве Озеро — 8 км.

## Історія
Раніше село мало назву Великий Бобрик. Засноване приблизно наприкінці XVII — початку XVIII ст. Село було засноване після 1684 року, за правління Короля Речі Посполитої Яна Собеського. Перша згадка датується 1767 роком під час Коліївщини. Землі Бобрика до 1817 року належали князю Любомирському, після — перейшли до казни. За Російської імперії село відносилось до Балтського повіту Подільської губернії. У 1850 році тут було 96 дворів.

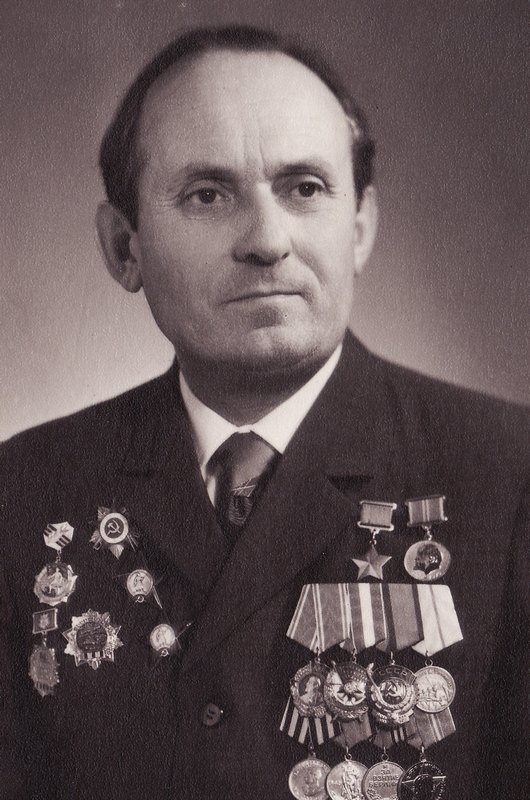
П. М. Улицький

Нова дерев'яна церква св. Дмитра була збудована в 1817 р. Розмір її 22 на 6,5 аршин, з одним низьким куполом. У 1830 р. окремо від церкви збудована дзвіниця. Північний і південний приділи прибудовані в 1861 р. У цей час церква була великим землевласником — їй належало 110 десятин землі. У 1877 р. була створена перша церковно-парафіяльна школа. За радянської влади будівля зруйнована. Колись у селі проживали українці, поляки (польські прізвища в багатьох жителів села, а на цвинтарі є польські поховання), волохи (дотепер є прізвища Волошин). Також була значна єврейська громада (за дитячим садком був єврейський цвинтар). Тривалий час у селі був базар, який проіснував до 1996 року. Село постраждало від жахливих голодоморів 1932—1933 та 1947 років, які зробила антинародна радянська влада для перетворення вільних людей на колгоспних рабів.
Під час організованого радянською владою Голодомору 1932—1933 років померло щонайменше 9 жителів села.
У селі народилися Герой Радянського Союзу П. М. Улицький — учасник Великої Вітчизняної війни, а також митці Альбін Ґавдзінський та Аркадій Мацієвський.
За радянських часів у селі був колгосп ім. Щорса, на честь якого в центрі села споруджений пам'ятник роботи Аркадія Мацієвського (зараз цей тоталітарний символ знесено). У селі є дитячий садок, будинок культури, дільнича лікарня, школа I—III ст., аптека, сільська рада, дільнича лікарня ветеринарної медицини та чотири магазини.
Колишній орган місцевого самоуправління — Бобрицька сільська рада.
12 червня 2020 року, відповідно до Розпорядження Кабінету Міністрів України від № 724-р «Про визначення адміністративних центрів та затвердження територій територіальних громад Одеської області», увійшло до складу Любашівської селищної громади.
19 липня 2020 року, в результаті адміністративно-територіальної реформи і ліквідації Любашівського району, село увійшло до складу новоутвореного Подільського району.

## Населення
Згідно з переписом УРСР 1989 року чисельність наявного населення села становила 696 осіб, з яких 292 чоловіки та 404 жінки.
За переписом населення України 2001 року в селі мешкало 657 осіб.

### Мова
Розподіл населення за рідною мовою за даними перепису 2001 року:
| Мова       | Відсоток |
| ---------- | -------- |
| українська | 94,68 %  |
| російська  | 2,43 %   |
| вірменська | 1,67 %   |
| молдовська | 0,91 %   |
| білоруська | 0,30 %   |